# Kilitbahir, Eceabat
Kilidülbahir là một xã thuộc huyện Eceabat, tỉnh Çanakkale, Thổ Nhĩ Kỳ. Dân số thời điểm năm 2011 là 844 người.